# Ex dogana austroungarica a Turbigo
L'ex dogana austriaca, nota anche come Osteria al Segno dell’Annunciata è un edificio di proprietà privata, nel comune di Turbigo (MI), ubicata lungo il Naviglio Grande, in prossimità del ponte di pietra che lo scavalca; oggi se ne conservano solo le vestigia.
Inaugurata nel 1743, svolse il ruolo di dogana fino al 1859. Attualmente il sito non è visitabile.

## Storia
Il territorio di Turbigo è sempre stato un territorio di confine: nel corso dei secoli il Ticino (fiume) ha segnato spesso una linea di demarcazione tra diverse entità territoriali. Questo, a partire dal periodo Tardo Antico, quando ospitò il Limes romano, fino all’unità d’Italia. Gli ultimi stati che si fronteggiarono sul Ticino furono il Regno Lombardo-Veneto (stato dipendente dall'Impero austriaco) e il Regno di Sardegna.
Ancora prima dell’Unità d’Italia, sei locali della “Dogana” di Turbigo erano a servizio dell’Osteria al Segno dell’Annunciata, come testimoniava l'antico affresco esistente staccato poi nel 1980. L’osteria, punto di riferimento della strada che conduceva al porto, dava vitto e alloggio ai viandanti sin dall’epoca più antica ed è sempre stata di proprietà della famiglia Piatti.
Nella parte ancora oggi esistente (ma in condizione precarie), al di là del ponte, si fermavano le carrozze per la sostituzione dei cavalli, in quanto su tale strada si svolgeva anche il servizio postale.
Era un unicum in Turbigo, sin dai primi documenti, con il Castello medievale. Dopo la vendita del 1816, non risulta più accorpata alla ‘Casa da Nobile’, ossia l’attuale castello. Il 9 dicembre 1816 l’ingegnere Gaspare Oriani vendette l’osteria al Segno dell’Annunciata a Ferdinando Bussola.
L’intero complesso della “La Dogana Austriaca” comprendeva ben trentacinque locali ed aveva un’elevata rendita per la funzione di foresteria per i viandanti che dovevano recarsi in Piemonte. Infatti, nel 1798, in esecuzione della riforma della Legge Daziaria, gli uffici di confine con gli Stati sardi furono nuovamente determinati.
Dalle cosiddette “Ricevitorie principali”, dipendevano quelle sussidiarie com'era quella di Turbigo che dipendeva da Boffalora.
Una parte della cosiddetta Dogana era riservata alla ‘Ricevitoria’ ed era composta da: 5 vani sotto (piano terra) 4 superiori + stalla, fienile, rimessa, affittati alla Regia Finanza.
Di fianco si trovavano: rimessa grande, scuderia, rimessa piccola.
Altri sei locali erano utilizzati dall’osteria e altri dieci superiori come magazzino.

## Bettola nell'Ottocento
Nella seconda metà dell’Ottocento, l’area in questione, era un ‘quartiere’ del "Turbigh in Giò" e prese il nome di "Bettola".
Da allora e sino all'Unità d'Italia iniziò il contrabbando tra le due rive del fiume, che ebbe un rigurgito durante gli anni 1943-45 della seconda guerra mondiale.

## Avvenimenti storici
Diversi sono gli avvenimenti storici che videro la dogana di Turbigo protagonista.
Di tutti i due episodi del XIX secolo sono protagonisti i Bonaparte:
- 31 Maggio 1800, le truppe del primo console Napoleone Bonaparte guidati dal Generale Monnier e dal Generale italiano Domenico Pino, conquistarono alla baionetta il ponte sul Naviglio e la dogana, in quello che è passato alla storia come il Combattimento di Turbigo. Lo stesso Napoleone Bonaparte, la notte tra il primo e il due Giugno 1800, soggiornò in quello che i libri storici chiamano sia "Hotel della corona di Francia" che "Hotel della corona di ferro" che altro non era se non la Dogana Austroungarica, alla quale i francesi vollero forzatamente cambiare il nome in segno di vittoria (mai avrebbero potuto affermare che il primo console dormì nella dogana austriaca e, nello stesso tempo, è impossibile che in territorio austriaco, potesse esistere un hotel con un nome di chiara matrice francese).
- 3 Giugno 1859, Napoleone III, proprio agli inizi della seconda guerra di indipendenza italiana, giunge a Turbigo mentre è in corso la Battaglia di Turbigo, preludio della Battaglia di Magenta, il cui esito fu fortemente condizionato dagli eventi vittoriosi di Turbigo. In corrispondenza della dogana si tenne un improvvisato gabinetto di guerra, presente anche Vittorio Emanuele II, dal quale si decise quella famosa divisione di compiti tra l'armata francese e sarda, che fu alla base dell'esito vittorioso dell'intera campagna. In quell'occasione, secondo il contenuto del diario del parroco di Turbigo don Bossi, testimone oculare all'epoca, l'imperatore dei francesi si rese protagonista anche di un episodio di generosità, calmierando le proteste veementi di un contadino turbighese, consegnandogli una moneta in oro.